# قائمة الطيور في الصحراء الغربية
قائمة  الطيور في الصحراء المغربية هذه قائمة بأنواع الطيور المسجلة في الصحراء المغربية . وتضم الصحراء المغربية ما مجموعه 207 نوعًا، ثلاثة منها نادرة أو عرضية.
هذه القائمة التصنيفية بها التسميات (الأكثر شيوعا والأسماء العلمية) تتبع اتفاقيات وكليمنتس قائمة من الطيور في العالم. تعكس حسابات العائلة في بداية كل عنوان هذا التصنيف، وكذلك الحال بالنسبة لتعداد الأنواع الموجود في كل حساب عائلي. يتم تضمين الأنواع العرضية في إجمالي عدد الأنواع للصحراء المغربية.
تم استخدام العلامات التالية لتسليط الضوء على عدة فئات. الأنواع المحلية التي تحدث عادة لا تندرج في أي من هذه الفئات.

## البط والإوز والبجعات
- وزة غراء (Greater white-fronted goose)
- إوزة ربداء (Greylag goose)
- إوز أسود (Brant goose)
- بط أبو فروة (Ruddy shelduck)
- شهرمان مألوف (Common shelduck)

- بط سماري (Gadwall)
- صواي أوراسيا (Eurasian wigeon)
- بط بري (Mallard)
- بلبول شمالي (Northern pintail)
- حذف شتوي (طائر) (Eurasian teal)

- أبو مجرفة شمالي (Northern shoveler)
- شرشير صيفي (Garganey)
- ونس (Marbled teal)
- حمرواي (Red-crested pochard)
- بط دائري العنق (Ring-necked duck)

- بطة حديدية (Ferruginous pochard)
- زرقاي (Tufted duck)

- بط إسكوبي (Greater scaup)
- شرشير صيفي (Common scoter)
- بطة مغراء (Ruddy duck)

## النعام
النعام (الاسم العلمي:Struthio camelus) هو نوع من الطيور يتبع جنس النعامة من فصيلة النعامية. والنعامة من الطيور الكبيرة التي لا يمكنها الطيران.موطنه الأصلي أفريقيا والشرق الأوسط، إلا أنه تعرض خلال العصور لعمليات صيد جائر أتت على الأعداد التي كانت توجد في صحاري الشرق الأوسط، كما يوجد نوع آخر مشابه من النعام يتواجد في جنوب غرب آسيا. تزن ذكور النعام حوالي 100 - 150 كغم، كم يبلغ ارتفاعها حوالي 2,4 متر.
- نعامة (Common ostrich)

## غطاسيات
الغطاسيات هي رتبة من الطيور تضمُّ فصيلتين، إحداهما منقرضة والأخرى حية. يعود نوعان من الفصيلة المنقرضة إلى العصر الطباشيري المبكر في إنكلترا، وعرفا من بعض عظام الساق فحسب، كما يوجد نوعان آخران من العصر الطباشيري المتأخر في وايومنغ، معروفان من بعض عظام الساق والجناح.
- غطاس صغير (Little grebe)

## طيور نوية
فصيلة الطيور النَّوَّيَّة أو طيور بترل كما تعرف أيضا ب خطاف البحر (باللاتينية: Procellariidae)، تنتمي الي رتبة نوئيات (باللاتينية: Procellariiformes)،و هي فصيلة طيور تتكون من 72 نوع، وهي تتراوح بين الحجم الصغير والكبير، وطيور هذه العائلة ذات أجنحة طوية تصل إلى مترين وطول الطائر يصل إلى 28 - 90 سم والوزن بين 130 جرام و4 كيلوجرامات والذيل قصير .
جلم ماء كوري (Cory's shearwater)
جلم الماء الكبير (Scopoli's shearwater)
جلم ماء مانكس (Manx shearwater)
(Balearic shearwater)
(Barolo shearwater)